# Битва при Ла Мотте
Битва при Ла Мотте, также известная как Битва при Скио, Битва при Виченце и Битва при Креаццо — состоявшееся 7 октября 1513 г. в рамках войны Камбрейской лиги сражение между Венецианской республикой и союзной армией Испании и Священной Римской империи, завершившееся убедительной победой союзников.

## Предыстория
Венецианский командующий Бартоломео д’Альвиано, неожиданно оставшись без поддержки французов, отступил в район Венето, преследуемый испанской армией под командованием вице-короля Неаполя Рамона де Кардоны.
Хотя испанцам не удалось захватить Падую, они проникли вглубь венецианской территории и в сентябре оказались в поле зрения самой Венеции. Рамон де Кардона предпринял попытку бомбардировки города, которая оказалась в значительной степени неэффективной; затем, не имея кораблей, на которых можно было бы пересечь лагуну, повернул войска обратно в Ломбардию.
Д’Альвиано, получив подкрепление сотнями солдат и добровольцев из венецианской знати, а также пушками и другими припасами, проявил инициативу и преследовал армию Кардоны с намерением не позволить испанцам покинуть регион Венето.

## Сражение
Венецианская армия столкнулась с армией Кардоны за пределами Виченцы 7 октября 1513 г. Бывшая в выгодном положении и готовая к бою испанская и немецкая пехота в 7 тыс. человек во главе с Фернандо д’Авалосом и Георгом фон Фрундсбергом начали мощную атаку на венецианскую армию, в результате чего в её рядах были убиты и ранены более 4,5 тыс. Это был сильный удар, заставивший венецианцев бежать и рассеявший всю армию Д’Альвиано.
Две армии продолжили столкновения оставшуюся часть 1513 г. и в 1514 г. на северо-востоке нынешнего региона Фриули-Венеция-Джулия.

## Последствия
Хотя венецианцы потерпели решительное поражение от испанцев, Священная лига не смогла развить эти победы.
Смерть короля Франции Людовика XII 1 января 1515 года возвела на престол Франциска I. Приняв титул герцога Миланского во время коронации, он немедленно принялся за восстановление владений в Италии.
Объединённые швейцарские и папские силы двинулись на север от Милана, чтобы заблокировать против него альпийские перевалы, но Франциск избегал главных перевалов и вместо этого шёл через долину реки Стура-ди-Демонте. Французский авангард застал врасплох миланскую кавалерию у Виллафранки, захватив Просперо Колонну.Тем временем Франциск со своим войском столкнулся со швейцарцами в битве при Мариньяно 13 сентября, победа в которой завершила войну к выгоде Франции.